# Ligue 1 2024-2025 (Algeria)
La Ligue Professionelle 1 2024-2025 è stata la 63ª edizione della massima divisione del campionato algerino di calcio dalla sua fondazione nel 1962. Il campionato è iniziato il 21 settembre 2024 ed è terminato il 21 giugno 2025.
L'MC Alger era la squadra campione in carica, al suo ottavo titolo nazionale, e si è riconfermata vincendo il suo nono campionato.

## Stagione

### Novità
Al termine della stagione precedente sono stati retrocessi ES Ben Aknoun e US Souf, ultime due classificate del campionato ed entrambe di ritorno in serie cadetta dopo una stagione in Ligue 1. Al loro posto dalla Ligue 2 sono state promosse ES Mostaganem, dopo venticinque anni di assenza, e Olympique Akbou, al debutto in massima serie.

### Formula
Le 16 squadre partecipanti giocano un girone all'italiana con partite di andata e ritorno, per un totale di 30 giornate. Al termine della stagione, la prima classificata è campione di Algeria e si qualifica per la CAF Champions League 2025-2026 insieme con la seconda classificata, mentre la terza classificata si qualifica per la Coppa della Confederazione CAF 2025-2026. Le ultime due classificate vengono invece retrocesse in Ligue 2.

## Squadre partecipanti
| Squadra         | Città      | Stagione precedente |
| --------------- | ---------- | ------------------- |
| ASO Chlef       | Chlef      | 8° in Ligue 1       |
| US Biskra       | Biskra     | 13° in Ligue 1      |
| CR Belouizdad   | Algeri     | 2° in Ligue 1       |
| CS Constantine  | Costantina | 3° in Ligue 1       |
| ES Mostaganem   | Mostaganem | Ligue 2             |
| ES Sétif        | Sétif      | 5° in Ligue 1       |
| JS Kabylie      | Tizi Ouzou | 7° in Ligue 1       |
| JS Saoura       | Béchar     | 9° in Ligue 1       |
| MC Alger        | Algeri     | Campione di Algeria |
| MC El Bayadh    | El Bayadh  | 12° in Ligue 1      |
| MC Oran         | Orano      | 14° in Ligue 1      |
| NC Magra        | Magra      | 11° in Ligue 1      |
| Olympique Akbou | Akbou      | Ligue 2             |
| Paradou AC      | Algeri     | 6° in Ligue 1       |
| USM Alger       | Algeri     | 4° in Ligue 1       |
| USM Khenchela   | Khenchela  | 10° in Ligue 1      |

## Classifica
|                    | Pos. | Squadra         | Pt | G  | V  | N  | P  | GF | GS | DR  |
| ------------------ | ---- | --------------- | -- | -- | -- | -- | -- | -- | -- | --- |
| Algeria (bandiera) | 1.   | MC Alger        | 58 | 30 | 15 | 13 | 2  | 39 | 19 | +20 |
|                    | 2.   | JS Kabylie      | 56 | 30 | 16 | 8  | 6  | 42 | 27 | +15 |
|                    | 3.   | CR Belouizdad   | 55 | 30 | 15 | 10 | 5  | 44 | 21 | -23 |
|                    | 4.   | JS Saoura       | 43 | 30 | 12 | 7  | 11 | 34 | 36 | -2  |
|                    | 5.   | Paradou AC      | 41 | 30 | 11 | 8  | 11 | 41 | 39 | +2  |
|                    | 6.   | ES Sétif        | 41 | 30 | 11 | 8  | 11 | 21 | 24 | -3  |
|                    | 7.   | USM Khenchela   | 40 | 30 | 11 | 7  | 12 | 28 | 38 | -10 |
|                    | 8.   | USM Alger       | 40 | 30 | 10 | 10 | 10 | 26 | 26 | 0   |
|                    | 9.   | MC Oran         | 40 | 30 | 12 | 4  | 14 | 32 | 33 | -1  |
|                    | 10.  | CS Constantine  | 39 | 30 | 9  | 12 | 9  | 31 | 31 | 0   |
|                    | 11.  | Olympique Akbou | 37 | 30 | 9  | 10 | 11 | 24 | 23 | +1  |
|                    | 12.  | MC El Bayadh    | 36 | 30 | 9  | 9  | 12 | 23 | 26 | -3  |
|                    | 13.  | ASO Chlef       | 34 | 30 | 7  | 13 | 10 | 24 | 27 | -3  |
|                    | 14.  | ES Mostaganem   | 34 | 30 | 8  | 10 | 12 | 23 | 31 | -8  |
|                    | 15.  | US Biskra       | 31 | 30 | 7  | 10 | 13 | 23 | 35 | -12 |
|                    | 16.  | NC Magra        | 20 | 30 | 3  | 11 | 16 | 12 | 31 | -19 |

Legenda
      Campione d'Algeria e ammessa alla CAF Champions League 2025-2026.
      Qualificata per la CAF Champions League 2025-2026
      Ammessa alla Coppa della Confederazione CAF 2025-2026.
      Retrocessa in Ligue 2 2025-2026.
Note:
Tre punti a vittoria, uno a pareggio, zero a sconfitta.